# Tragia capensis
Tragia capensis là một loài thực vật có hoa trong họ Đại kích. Loài này được Thunb. miêu tả khoa học đầu tiên năm 1794.